# Emil Walter Buckhard
Emil Walter Buckhard (Pforzheim, 7 d'abril de 1900 - Stuttgart, 1 de març de 1952), conegut com a Emilio Walter, fou un jugador de futbol alemany que va guanyar amb el FC Barcelona la primera edició de la lliga espanyola (1928−29) i tres Copes del Rei (1925, 1926 i 1928).

## Trajectòria

El FC Barcelona, guanyador de la Copa del Rei de 1928. Drets: Forns (entr.), Mas, Castillo, Llorens, Walter, Guzmán, Carulla i Platko. Asseguts: Piera, Sastre, Samitier, Arocha i Sagi.

Format a l'equip de futbol Germania Brötzingen de la ciutat de Pforzheim, Emil va emigrar per motius laborals i va anar a treballar a Figueres a la ferreteria de Costa Ferran, al carrer Caamaño. La UE Figueres el va invitar a participar en algun partit d'entrenament i veient que tenia un fort xut el varen fer jugar de defensa en el primer equip. Emilio va debutar la temporada 1921-22 en un partit contra l'Espanyol. Segons el directiu Josep Jou: Quan xutava, tremolava l'aire. En un partit tirà una falta prop de la seva porteria, amb tanta força que la pilota entrà a la porteria contrària. A partir d'aquell gol va guanyar fama i dos anys després, el 1923, va fitxar pel FC Barcelona, equip amb el qual guanyà una lliga i tres copes del rei, jugant 242 partits. Va ser titular de l'equip blaugrana fins al 1931, quan es va haver de retirar a causa una lesió que el va deixar coix per la resta de la seva vida.
Va retornar a Alemanya, on fou entrenador del RSV Hückeswagen a l'estat de Rin del Nord-Westfàlia.
En 1947 el president del Barça Agustí Montal i Galobart, assabentat dels problemes físics i econòmics d'Emilio Walter, va decidir enviar-li setmanalment a Alemanya paquets de queviures durant diversos anys. Montal també el va convidar a les noces d'or del Barça el novembre de 1949.
Quan va morir l'any 1952, les banderes del camp del Barça van onejar a mitja asta.

## Clubs

### Jugador
| Club         | País      | Any       |
| ------------ | --------- | --------- |
| UE Figueres  | Catalunya | 1922-1924 |
| FC Barcelona | Catalunya | 1924-1931 |